# امبلیمیگاما
امبلیمیگاما (به لاتین: Embilimigama) یک منطقهٔ مسکونی در سری‌لانکا است که در استان مرکزی واقع شده‌است.